# مارسيل ريتسماير
مارسيل ريتسماير (بالألمانية: Marcel Ritzmaier)‏ (22 أبريل 1993 بيودنبورغ في النمسا - ) هو لاعب كرة قدم نمساوي في مركز الوسط. شارك مع منتخب النمسا تحت 17 سنة لكرة القدم ومنتخب النمسا تحت 18 سنة لكرة القدم ومنتخب النمسا تحت 19 سنة لكرة القدم ومنتخب النمسا تحت 21 سنة لكرة القدم ومنتخب النمسا لكرة القدم. أما مع النوادي، فقد لعب مع إن إي سي نيميخن ونادي آيندهوفن ونادي كامبور وJong PSV ‏ وSK Austria Kärnten ‏.

## وصلات خارجية
- مارسيل ريتسماير على موقع الاتحاد الأوربي (الإنجليزية)
- مارسيل ريتسماير على موقع قاعدة بيانات كرة القدم.إي يو (الإنجليزية)
- مارسيل ريتسماير على موقع بيانات كرة القدم. دي إي (الألمانية)
- مارسيل ريتسماير على موقع Soccerbase.com (لاعب) (الإنجليزية)
- مارسيل ريتسماير على موقع Soccerway.com (الإنجليزية)
- مارسيل ريتسماير على موقع عالم كرة القدم.نت (الإنجليزية)
- مارسيل ريتسماير على موقع AS.com (الإسبانية)